# 중앙유럽
중앙유럽(영어: Central Europe)은 유럽의 중앙 지역을 말한다. 이 분류는 서유럽으로 분류되는 국가도 포함되는 등 정확한 지리적 기준이 있는 것은 아니다.

## 일반적인 구분
일반적으로는 알프스 산맥에서 발트해까지를 경계로 한다.

중앙유럽(The World Factbook, 2009), 브리태니커 백과사전, 그리고 브록하우스 엔지클로페디(Brochaus Enzyclopädie, 1998)에 따르면 이 외에도 다양한 정의와 관점이 존재한다.

역사·문화적으로는 독일인과 슬라브인, 헝가리인 등이 활동한 지역을 말한다. 로마인과 유대인들도 소수이기는 하지만 이 지역의 문화에 영향을 주었다.
| - 독일 - 리히텐슈타인 - 스위스 - 슬로베니아 - 오스트리아 |  | 알프스 국가     |
| - 슬로바키아 - 체코 - 폴란드 - 헝가리                    |  | 비셰그라드 그룹 |

| 독일리히텐슈타인스위스슬로바키아슬로베니아오스트리아체코폴란드헝가리class=notpageimage\| 중앙유럽(Central Europe)의 나라들 (표시한 위치는 각 나라의 수도이다) · 파란색 점은 알프스 국가 그룹에 속한 나라들이며 빨간색 점은 비셰그라드 그룹에 속한 나라들이다. |

## 또 다른 구분
또 다른 구분 방법은 소련 해체 이후의 공산주의 진영 국가들이 있는 지역을 뜻한다. 이에 속하는 나라는 북에서 남으로 폴란드·체코·슬로바키아·헝가리·루마니아·슬로베니아·크로아티아·세르비아·보스니아 헤르체고비나·불가리아·몬테네그로·코소보·알바니아·마케도니아이다.
대체로 러시아 제국과 오스만 제국과 동쪽 경계를 이루고 프랑스 혁명 이후의 민주주의 국가들과 서쪽 경계를 이룬다고 보면 된다.
냉전 시절에는 중앙유럽이라는 분류는 딱히 쓰이지 않았다.
| 루마니아몬테네그로보스니아 헤르체고비나북마케도니아불가리아세르비아슬로바키아슬로베니아알바니아체코코소보크로아티아폴란드헝가리class=notpageimage\| 중앙유럽(Central Europe)의 나라들 (표시한 위치는 각 나라의 수도이다) · 이 위치 지도는 중앙유럽이 소련 해체 이후의 공산주의 진영 국가들을 의미한다는 정의에 따른 것이다. |

## 같이 보기
- 중앙유럽과 동유럽
- 중앙유럽 이니셔티브
- 중앙유럽 표준시
- 중앙유럽 대학교